# Podoniscus multidentatus
Podoniscus multidentatus là một loài chân đều trong họ Cabiropidae. Loài này được Bourdon miêu tả khoa học năm 1981.